# Baffin Bay

Ausdehnung der Baffin Bay

Die Baffin Bay, Baffin-Bucht oder Baffinbai (früher auch Bylotbai oder Bilettbai, Inuktitut Saknirutiak Imanga, Grönländisch Avannaata Imaa) ist ein nördliches Randmeer des Atlantischen Ozeans. Der breite Meeresarm liegt zwischen Grönland und dem Kanadisch-Arktischen Archipel und steht mit dem Atlantik durch die Davisstraße und mit dem Eismeer nach Norden durch den Smithsund und nach Westen durch den Lancastersund und Jonessund in Verbindung. Die Bucht wurde 1585 erstmals vom britischen Forscher John Davis entdeckt; sie ist aber nach William Baffin benannt, der sie 1616 mit Robert Bylot durchquerte.

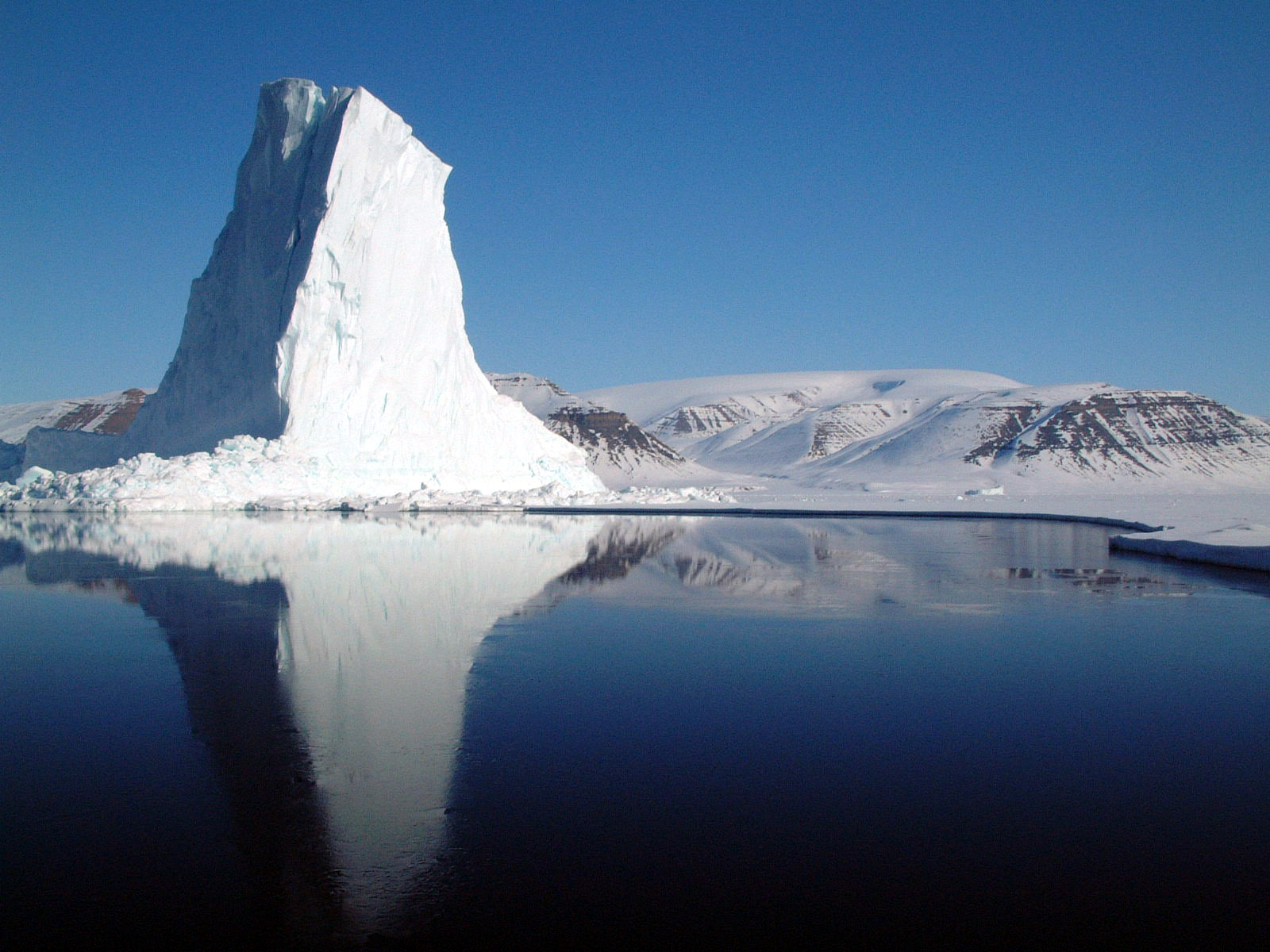
Eisberg in der Baffin Bay

Das Becken der Baffinbucht ist etwa 1,5 mal so groß wie die Ostsee. Die größte Tiefe liegt auf halber Höhe zwischen der Diskoinsel und Kap Raper auf der Baffininsel und beträgt 2905 m. In der Nordspitze der Bai, am Eingang des Smithsunds, liegt eine ganzjährig offene, im Sommer bis zu 80.000 km² große Polynja, das sogenannte Nordwasser (engl. North Water Polynya). Die Wasserbeschaffenheit sowie der Salzgehalt und seine Farbe ändern sich oft infolge der zeitweise eintretenden Schneeschmelze. Innerhalb der Bay liegen nur wenige Inseln, meist nahe der Küste. Im 19. Jahrhundert war die Baffin Bay ein beliebtes Gebiet für den Walfang.
Durch die Baffin Bay verläuft mittig die Staatsgrenze zwischen Kanada und Grönland, dieses international vertreten durch Dänemark. Der Grenzverlauf wurde zuletzt 1973 fixiert und ist in der Bay unstrittig.